# Південний Тангеранг
Південний Тангеранг (Тангеранг-Селатан; індонез. Tangerang Selatan) — місто в індонезійській провінції Бантен на острові Ява. Населення — 1,037 млн мешканців (2010). Знаходиться в 20 км на захід від Джакарти і фактично є передмістям столиці Індонезії.
Муніципалітет був утворений в жовтні 2008 року під час розподілу округу Тангеранг. Місто ділиться на сім адміністративних одиниць:
1. Серпонг;
2. Північний Серпонг;
3. Пондок-Арен;
4. Чіпутат;
5. Східний Чіпутат;
6. Памуланг;
7. Сету.

Перші вибори мера пройшли 13 листопада 2010 року було зареєстровано 732,195 виборців. Мером було обрано Айрін Рахмі Діані.